# Sainte-Catherine (Pas-de-Calais)
Sainte-Catherine-lès-Arras redirige ici.
Pour les articles homonymes, voir Sainte-Catherine.
Sainte-Catherine (nommée également Sainte-Catherine-lès-Arras non officiellement) est une commune française située dans le département du Pas-de-Calais, en région Hauts-de-France. Ses habitants sont appelés les Sainte-Catherinois. La commune est membre de la communauté urbaine d'Arras.

## Géographie

### Localisation
Localisée dans le sud-est du département du Pas-de-Calais, Sainte-Catherine est une commune de la banlieue nord-ouest, drainée par la rivière Scarpe et limitrophe d'Arras (chef-lieu d'arrondissement et préfecture du Pas-de-Calais).
Le territoire de la commune est limitrophe de ceux de six communes.
Les communes limitrophes sont Écurie, Anzin-Saint-Aubin, Arras, Neuville-Saint-Vaast, Roclincourt et Saint-Nicolas.

### Géologie et relief
La superficie de la commune est de 4,4 km2 ; son altitude varie de 53  à   105 mètres.

### Hydrographie
La commune est située dans le bassin Artois-Picardie.
Le territoire communal est drainé par deux cours d'eau : 
- la rivière Scarpe, d'une longueur de 26,8 km qui prend sa source dans la commune de Tincques et se jette dans la Scarpe canalisée au niveau de la commune de Saint-Nicolas[4] ;
- la Fontaine de Baudimont, canal, chenal d'une longueur de 2,45 km qui prend sa source dans la commune d'Anzin-Saint-Aubin et se jette dans la rivière Scarpe au niveau de la commune[5].

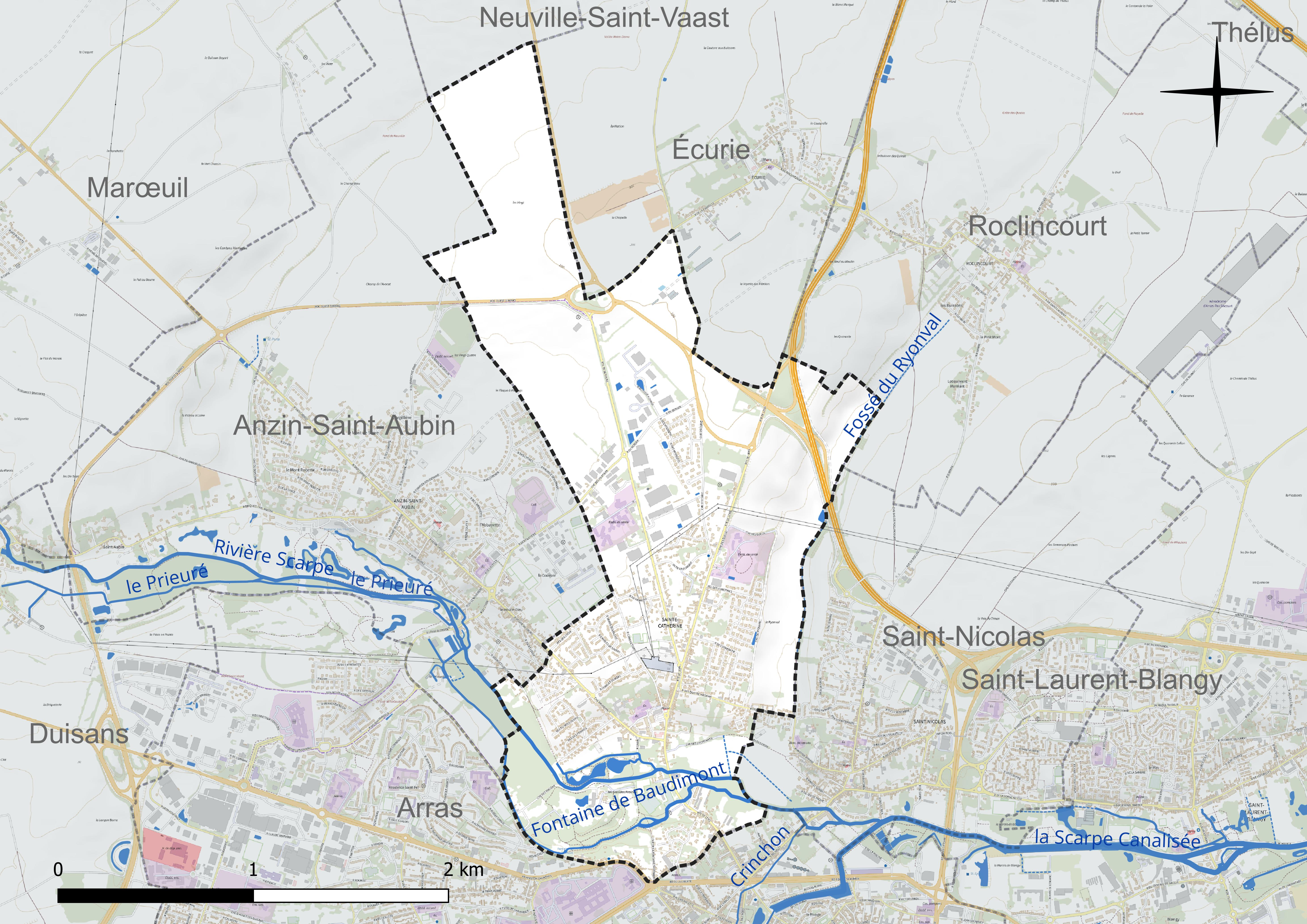
Réseau hydrographique de Sainte-Catherine.

### Climat
Pour des articles plus généraux, voir Climat des Hauts-de-France et Climat du Nord-Pas-de-Calais.
En 2010, le climat de la commune est de type climat océanique dégradé des plaines du Centre et du Nord, selon une étude du Centre national de la recherche scientifique (CNRS) s'appuyant sur une série de données couvrant la période 1971-2000. En 2020, Météo-France publie une typologie des climats de la France métropolitaine dans laquelle la commune est exposée à un climat océanique et est dans la région climatique Nord-est du bassin Parisien, caractérisée par un ensoleillement médiocre, une pluviométrie moyenne régulièrement répartie au cours de l’année et un hiver froid (3 °C).
Pour la période 1971-2000, la température annuelle moyenne est de 10,3 °C, avec une amplitude thermique annuelle de 14,4 °C. Le cumul annuel moyen de précipitations est de 748 mm, avec 11,9 jours de précipitations en janvier et 8,9 jours en juillet. Pour la période 1991-2020, la température moyenne annuelle observée sur la station météorologique la plus proche, située sur la commune de Wancourt à 10 km à vol d'oiseau, est de 10,8 °C et le cumul annuel moyen de précipitations est de 711,4 mm,. Pour l'avenir, les paramètres climatiques de la commune estimés pour 2050 selon différents scénarios d'émission de gaz à effet de serre sont consultables sur un site dédié publié par Météo-France en novembre 2022.

### Milieux naturels et biodiversité
L’Inventaire national du patrimoine naturel (INPN) recense plusieurs espèces faunistiques et floristiques sur le territoire de la commune dont certaines sont protégées et d’autres menacées et quasi-menacées.

## Urbanisme

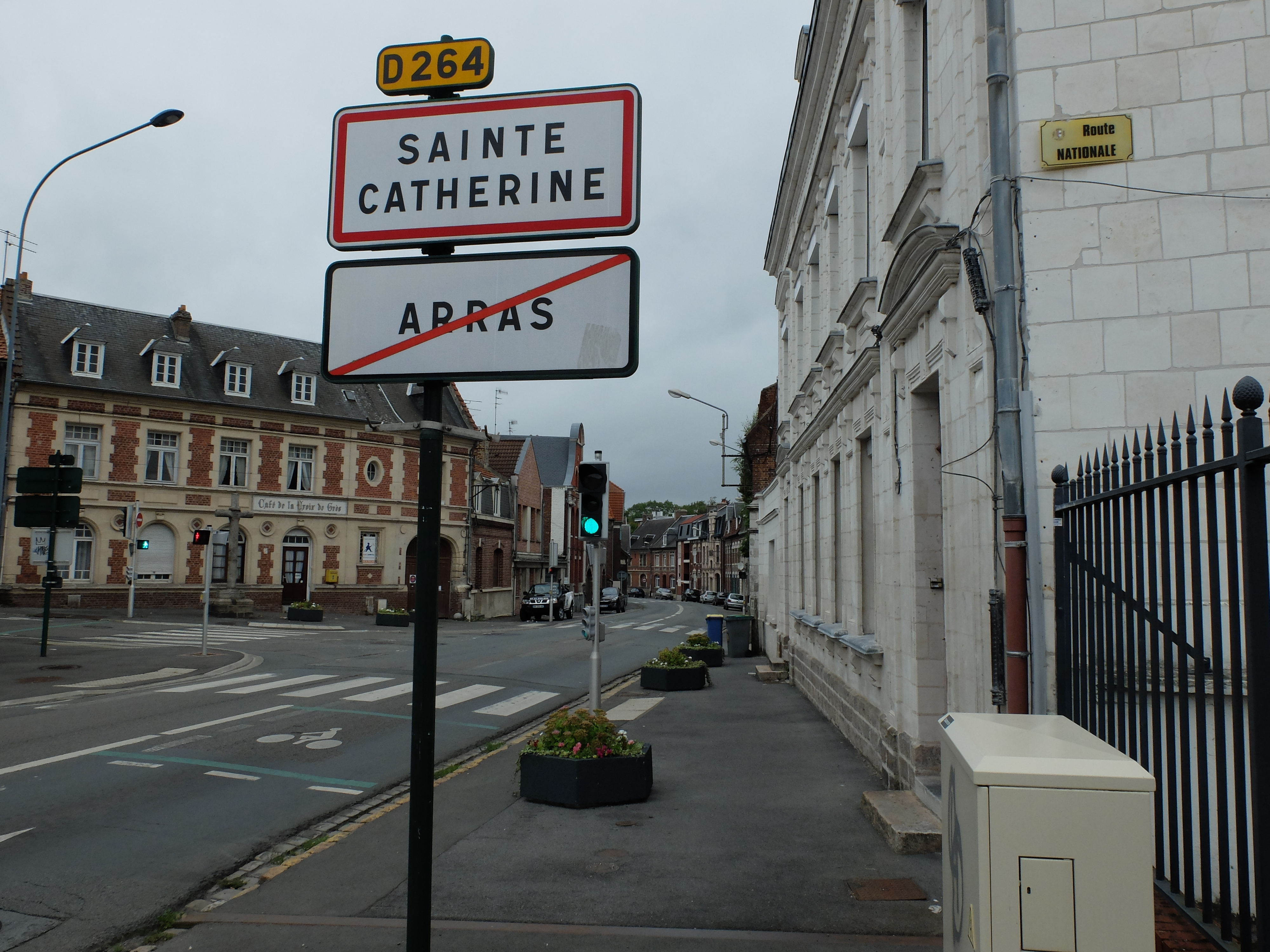
Une entrée de la commune.

### Typologie
Au 1er janvier 2024, Sainte-Catherine est catégorisée ceinture urbaine, selon la nouvelle grille communale de densité à sept niveaux définie par l'Insee en 2022.
Elle appartient à l'unité urbaine d'Arras, une agglomération intra-départementale regroupant 15  communes, dont elle est une commune de la banlieue,,. Par ailleurs la commune fait partie de l'aire d'attraction d'Arras, dont elle est une commune de la couronne,. Cette aire, qui regroupe 163 communes, est catégorisée dans les aires de 50 000 à moins de 200 000 habitants,.

### Occupation des sols
L'occupation des sols de la commune, telle qu'elle ressort de la base de données européenne d’occupation biophysique des sols Corine Land Cover (CLC), est marquée par l'importance des territoires artificialisés (51,5 % en 2018), en augmentation par rapport à 1990 (35,1 %). La répartition détaillée en 2018 est la suivante : 
terres arables (48,5 %), zones urbanisées (20,4 %), zones industrielles ou commerciales et réseaux de communication (17,6 %), espaces verts artificialisés, non agricoles (13,5 %). L'évolution de l’occupation des sols de la commune et de ses infrastructures peut être observée sur les différentes représentations cartographiques du territoire : la carte de Cassini (XVIIIe siècle), la carte d'état-major (1820-1866) et les cartes ou photos aériennes de l'IGN pour la période actuelle (1950 à aujourd'hui).

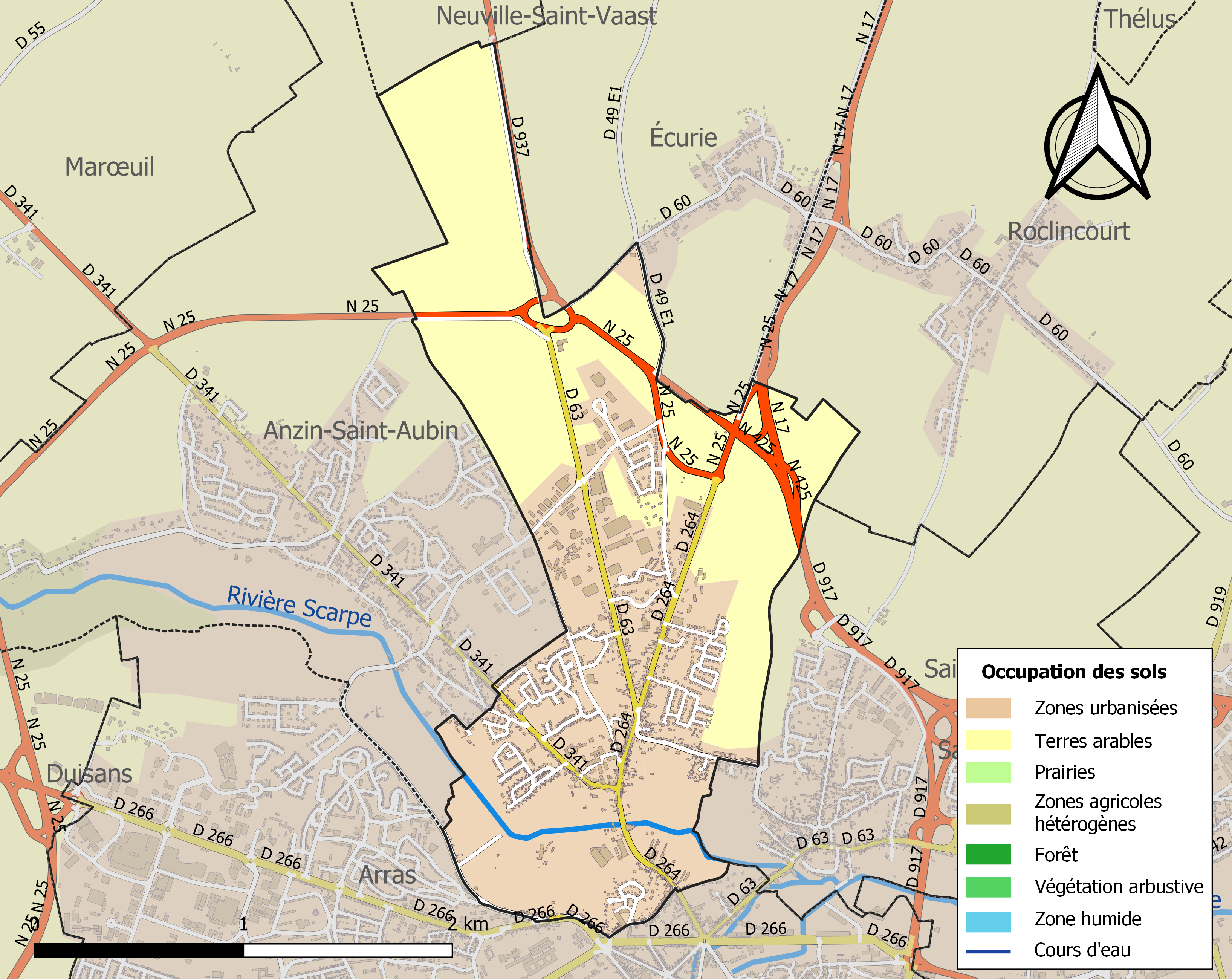
Carte des infrastructures et de l'occupation des sols de la commune en 2018 (CLC).

## Toponymie
Le nom de la localité est attesté sous les formes Dominica curtis de 752 à 757 ; Demeencourt en 1252 ; Saincte Cateline en 1287 ; Sainte-Katherine en 1308 ; Sainte-Catherine-au-Faubourg en 1560 ; Sainte-Catherine-en-Méaulens en 1613 ; L’Unité en  1793 ; Sainte Catherine en 1793 ; Catherine et Sainte-Catherine depuis 1801.
Sainte-Catherine est un hagiotoponyme.

## Histoire
En 1789, Sainte-Catherine est un faubourg d’Arras et son église paroissiale, diocèse et doyenné d’Arras, est consacrée à sainte Catherine ; le chapitre de la cathédrale présentait à la cure.
Après la Première Guerre mondiale, la commune est décorée de la croix de guerre 1914-1918 par décret du 23 septembre 1920, distinction également attribuée à 276 autres communes du Pas-de-Calais.

## Politique et administration

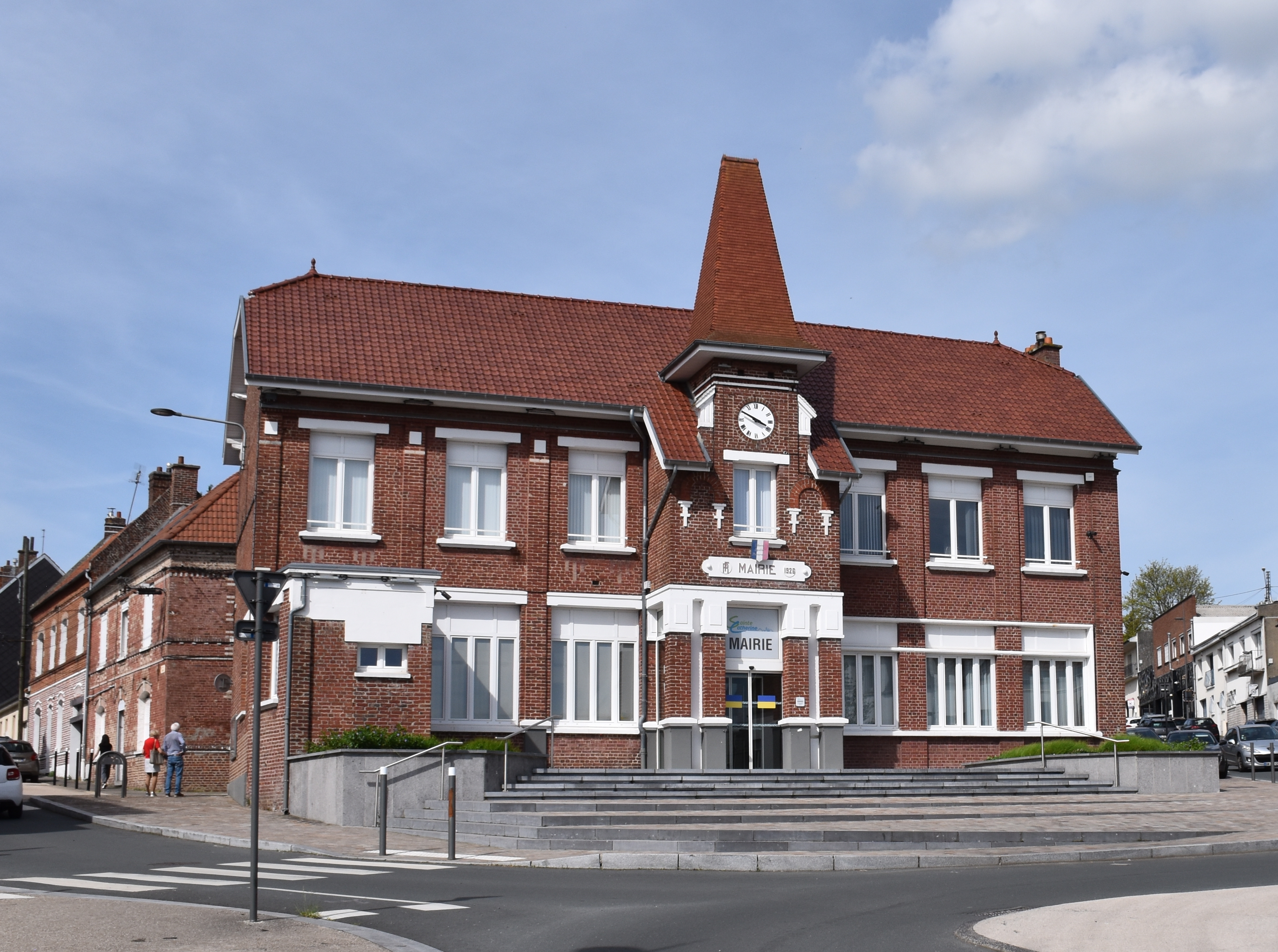
La mairie, construite en 1926.

### Découpage territorial
La commune se trouve dans l'arrondissement d'Arras du département du Pas-de-Calais.

#### Commune et intercommunalités
La commune est membre de la communauté urbaine d'Arras qui regroupe 46 communes et totalise 109 776 habitants en 2021.

#### Circonscriptions administratives
La commune est rattachée au canton d'Arras-1.

#### Circonscriptions électorales
Pour l'élection des députés, la commune fait partie de la deuxième circonscription du Pas-de-Calais.

### Élections municipales et communautaires

#### Liste des maires
| Période                                  | Période                       | Identité                     | Étiquette | Qualité |
| ---------------------------------------- | ----------------------------- | ---------------------------- | --------- | --- |
| Les données manquantes sont à compléter. |                               |                              |           | |
| Maire en 1935                            |                               | Oscar-Victor Plouvier        | PRRRS     | |
| Maire en 1958                            | ?                             | Jules Gosse                  |           | |
| v. 1971                                  |                               | Marcel Lagache               |           | |
| ?                                        | juin 1986                     | Louis Dégardin               |           | Démissionnaire pour raisons de santé |
| juin 1986                                | mars 2014                     | André Bouzigues, (1937-2024) | DVD       | Agent général d'assurances, maire honoraire Adjoint au maire (1980 → 1986) Vice-président de la communauté urbaine d'Arras (1995 → 2014) |
| mars 2014                                | En cours (au 13 juillet 2020) | Alain Van Ghelder            | DVD       | Employé retraité, Vice-président de la communauté urbaine d'Arras (2020 → ) Réélu pour le mandat 2020-2026,                              |

## Équipements et services publics

### Espaces publics
Le parc de la PescherieZone est une verdoyante au sud de la commune, à proximité de la chaussée Brunehaut et le long de la Scarpe, réservée aux promeneurs et aux pêcheurs.

## Population et société

### Démographie
Les habitants sont appelés les Sainte-Catherinois.

#### Évolution démographique
L'évolution du nombre d'habitants est connue à travers les recensements de la population effectués dans la commune depuis 1793. Pour les communes de moins de 10 000 habitants, une enquête de recensement portant sur toute la population est réalisée tous les cinq ans, les populations de référence des années intermédiaires étant quant à elles estimées par interpolation ou extrapolation. Pour la commune, le premier recensement exhaustif entrant dans le cadre du nouveau dispositif a été réalisé en 2007.

En 2022, la commune comptait 3 533 habitants, en évolution de +0,97 % par rapport à 2016 (Pas-de-Calais : −0,72 %, France hors Mayotte : +2,11 %).
| 1793 | 1800 | 1806 | 1821 | 1831 | 1836 | 1841 | 1846 | 1851 |
| ---- | ---- | ---- | ---- | ---- | ---- | ---- | ---- | ---- |
| 471  | 400  | 529  | 516  | 611  | 551  | 629  | 704  | 664  |

| 1856 | 1861 | 1866 | 1872 | 1876 | 1881 | 1886 | 1891 | 1896 |
| ---- | ---- | ---- | ---- | ---- | ---- | ---- | ---- | ---- |
| 702  | 699  | 721  | 759  | 803  | 833  | 837  | 827  | 856  |

| 1901 | 1906 | 1911 | 1921 | 1926 | 1931  | 1936  | 1946  | 1954  |
| ---- | ---- | ---- | ---- | ---- | ----- | ----- | ----- | ----- |
| 840  | 791  | 838  | 628  | 933  | 1 055 | 1 149 | 1 258 | 1 291 |

| 1962  | 1968  | 1975  | 1982  | 1990  | 1999  | 2006  | 2007  | 2012  |
| ----- | ----- | ----- | ----- | ----- | ----- | ----- | ----- | ----- |
| 1 629 | 2 105 | 2 438 | 3 203 | 3 132 | 3 017 | 3 355 | 3 402 | 3 401 |

| 2017  | 2022  | - | - | - | - | - | - | - |
| ----- | ----- | - | - | - | - | - | - | - |
| 3 511 | 3 533 | - | - | - | - | - | - | - |

#### Pyramide des âges
En 2018, le taux de personnes d'un âge inférieur à 30 ans s'élève à 33,0 %, soit en dessous de la moyenne départementale (36,7 %). À l'inverse, le taux de personnes d'âge supérieur à 60 ans est de 26,9 % la même année, alors qu'il est de 24,9 % au niveau départemental.
En 2018, la commune comptait 1 684 hommes pour 1 819 femmes, soit un taux de 51,93 % de femmes, légèrement supérieur au taux départemental (51,50 %).
Les pyramides des âges de la commune et du département s'établissent comme suit.
| Hommes | Classe d’âge | Femmes |
| ------ | ------------ | ------ |
| 0,9    | 90 ou +      | 1,2    |
| 5,7    | 75-89 ans    | 7,6    |
| 19,0   | 60-74 ans    | 19,3   |
| 20,2   | 45-59 ans    | 21,4   |
| 19,5   | 30-44 ans    | 19,2   |
| 13,7   | 15-29 ans    | 12,8   |
| 21,0   | 0-14 ans     | 18,6   |

| Hommes | Classe d’âge | Femmes |
| ------ | ------------ | ------ |
| 0,5    | 90 ou +      | 1,6    |
| 5,6    | 75-89 ans    | 8,9    |
| 16,7   | 60-74 ans    | 18,1   |
| 20,2   | 45-59 ans    | 19,2   |
| 18,9   | 30-44 ans    | 18,1   |
| 18,2   | 15-29 ans    | 16,2   |
| 19,9   | 0-14 ans     | 17,9   |

## Culture locale et patrimoine

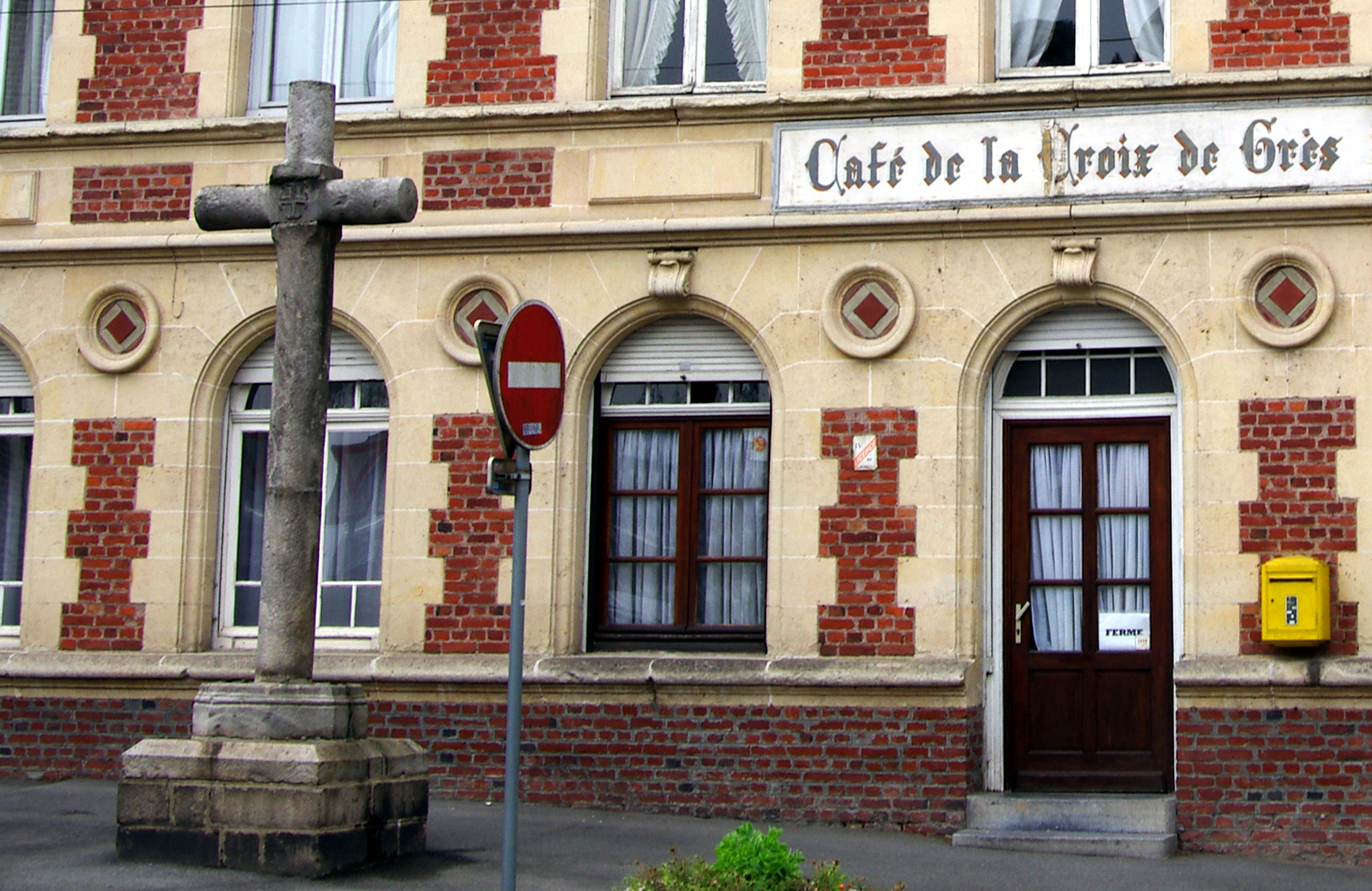
La croix de Demencourt.

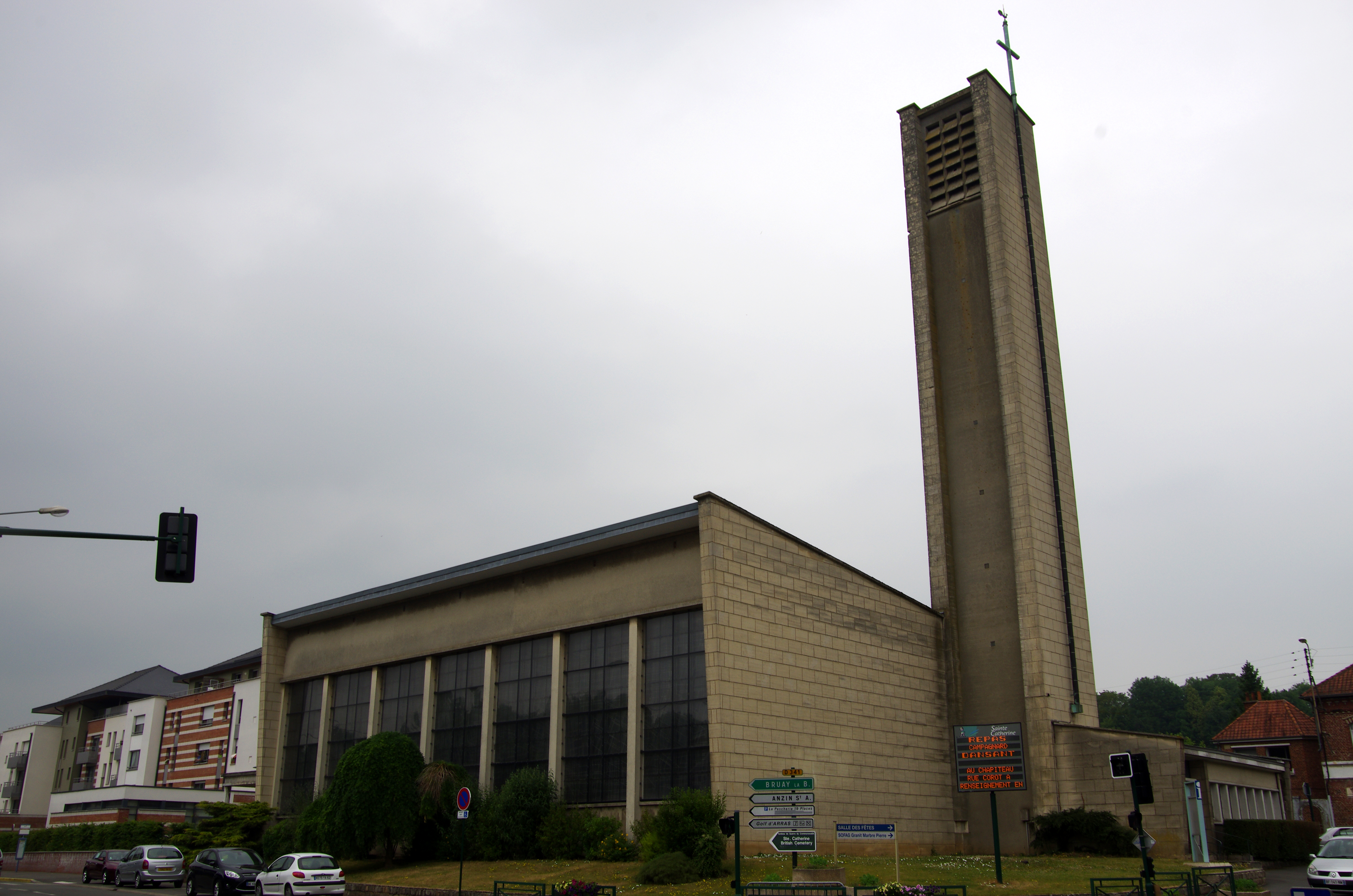
L'église.

### Lieux et monuments

#### Monument historique
- La croix de Demencourt : croix de chemin en grès, inscription par arrêté du 23 novembre 1946[31].

#### Autres lieux et monuments
- L'église Sainte Catherine qui porte le vocable Notre Dame de Toute Joie, se trouve au commencement de la chaussée Brunehaut. L'abbé Jean Blaire, curé de la paroisse au XXe siècle, facilita la reconstruction de l'église détruite lors de la Seconde Guerre mondiale[32].
- Le Sainte Catherine British Cemetry, cimetière militaire britannique[33].

### Patrimoine culturel

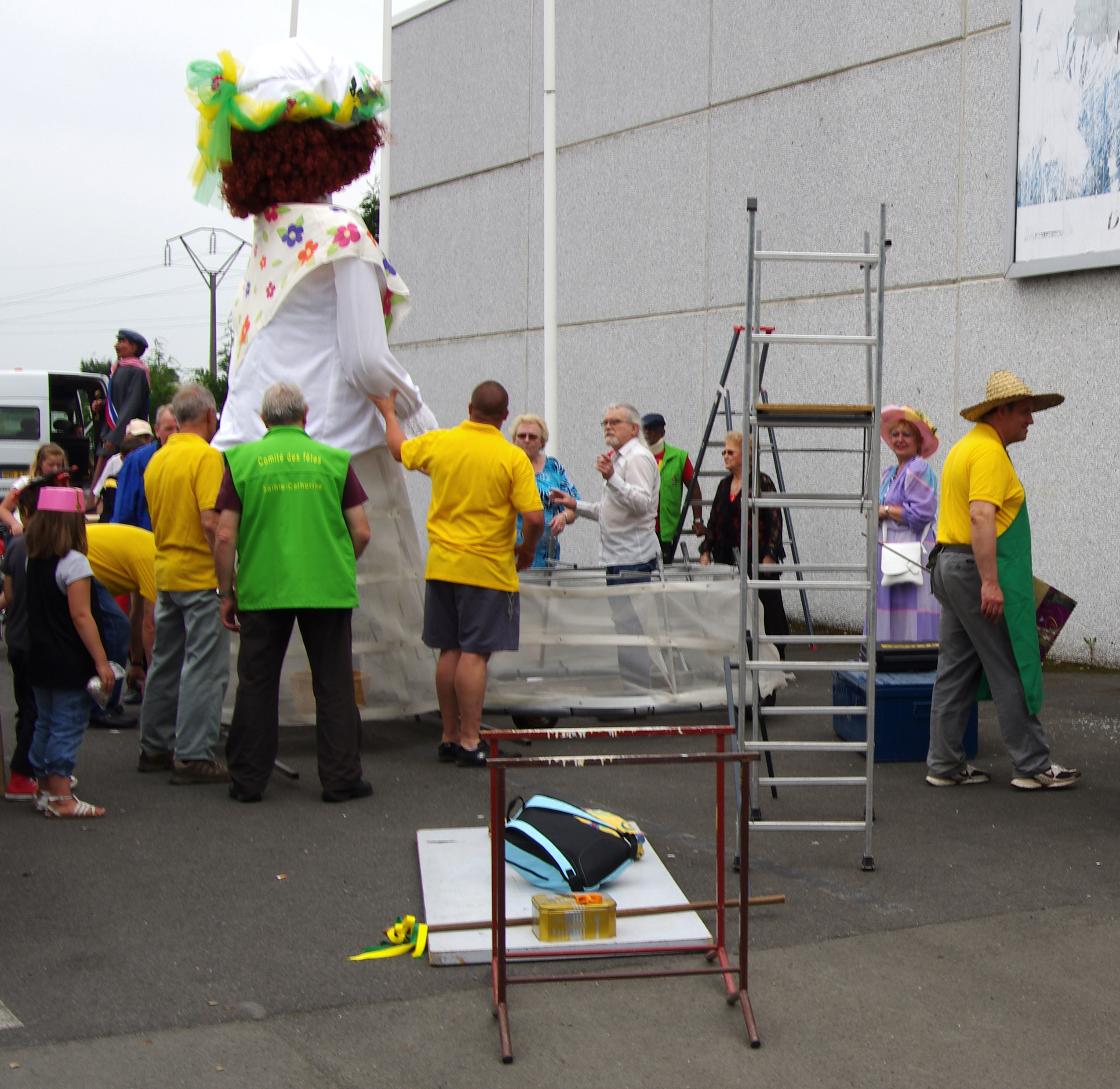
Assemblage et habillage de Dame Catherine.

- Le géant local « Dame Catherine » fêta son 10e anniversaire le premier dimanche de juin 2011[34].

### Personnalités liées à la commune
- Joseph Quentin (1857-1946), photographe de fond et de plusieurs compagnies minières, a présenté ses œuvres à l'Exposition universelle de 1900[35],[36], a vécu 60 ans à Sainte-Catherine.
- Ludovic Delporte (1980-), joueur de football international espoirs y est né.
- Nando de Colo (1987-), joueur de basket-ball international français y est né.
- Louane (1996-), chanteuse et actrice française y est née.
- Mathilde Gros (1999-), cycliste, championne du monde de vitesse individuelle y est née.

### Héraldique
| Blason de Sainte-Catherine | Blason  | Parti : au 1er de gueules à la croix ancrée d'or, au 2e d'argent à la roue de gueules brisée en chef. Ornements extérieursCroix de guerre 1939-1945                                                    |
| Blason de Sainte-Catherine | Détails | Au premier parti, figure la croix ancrée de l'abbaye Saint-Vaast d'Arras. Au second parti, l'attribut de sainte Catherine d'Alexandrie : la roue (brisée en chef). Adopté par la municipalité en 1943. |

## Pour approfondir

#### Bases de données, dictionnaires et encyclopédies
- Ressources relatives à la géographie :   - Insee (communes)
  - Ldh/EHESS/Cassini
- Ressource relative à plusieurs domaines :   - Annuaire du service public français
- Notices d'autorité :   - VIAF
  - BnF (données)
  - IdRef